# Dirgham
Dirgham ou Dirghām ‘Āmir ibn Suwār al-Lukhamī est un officier et un vizir de l’Égypte fatimide de 1163 à 1164.

## Biographie
Émir arabe, originaire du Yémen, il se met au service du califat fatimide en Égypte. En décembre 1162, il aide Shawar à renverser le vizir Razzik ibn Tala’i, et Shawar devient vizir. Mais la cupidité de la famille de ce dernier le rend rapidement impopulaire particulièrement parmi les officiers, et en août 1163, Dirgham organise la révolte, chasse Shawar d'Égypte et devient lui-même vizir,.
Mais Dirgham devient très méfiant envers son entourage et pratique une répression préventive, faisant exécuter tous les émirs dont il doute de la fidélité, ce qui entraîne un fort affaiblissement de l'armée. Le roi Amaury Ier de Jérusalem, prenant prétexte du non versement d'un tribut négocié en 1160, attaque l'Égypte et met le siège devant Bilbéis. Dirgham profite des crues du Nil pour rompre des digues, provoquant des inondations qui obligent les Francs à se replier. 
Entretemps, Shawar avait trouvé asile à la cour de Nur ad-Din et avait convaincu ce dernier de l'aider à reconquérir le pouvoir en Egypte. Nur ad-Din envoie une armée commandée par Shirkuh qui accompagne Shawar. Arrivé en Égypte, ils battent Nasr al_Muslimīn, frère de Durgham, devant Blibéis et arrivent devant Le Caire en mai 1164. Abandonné par le peuple et ses troupes, désavoué par le calife, Dirgham prend la fuite, mais il est rattrapé et tué,.